# Leslie Stephen

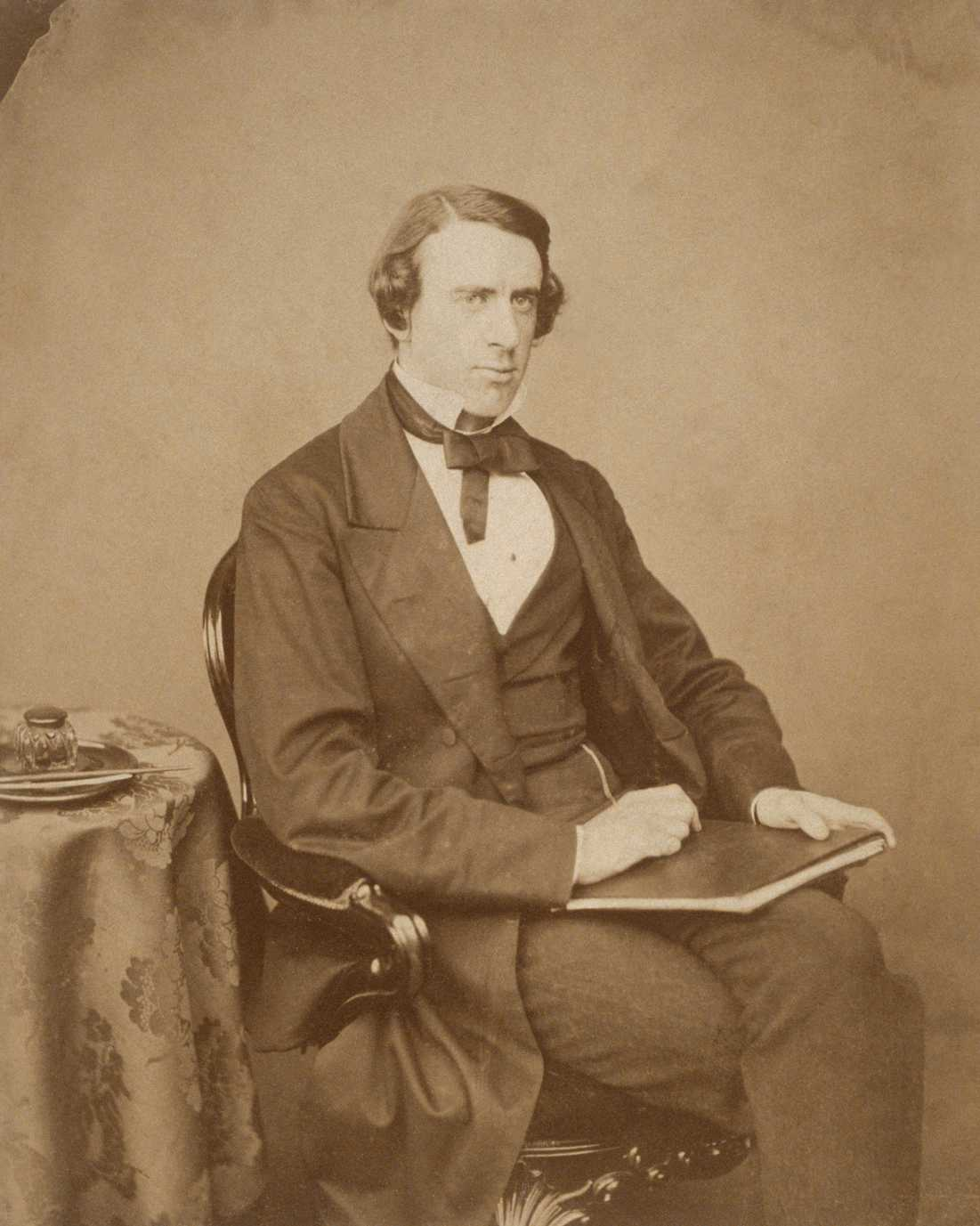
Leslie Stephen

Leslie Stephen (Londen, 28 november 1832 - aldaar, 22 februari 1904) was een Engels auteur, biograaf en criticus. Hij was ook een begaafd alpinist en heeft onder andere de Bietschhorn als eerste beklommen. Hij trouwde met Julia Jackson, een nicht van de fotograaf Julia Margaret Cameron. Zij was de moeder van zijn kinderen Thoby Stephen, Virginia Woolf, Vanessa Bell en Adrian Stephen.
Stephen volgde zijn opleidingen aan het King's College London en aan Trinity Hall, Universiteit van Cambridge, waar hij zijn B.A. (1854) en M.A. (1857) haalde.
Stephen was de eerste samensteller (1885–91) van de Dictionary of National Biography.